# N-アシルエタノールアミン

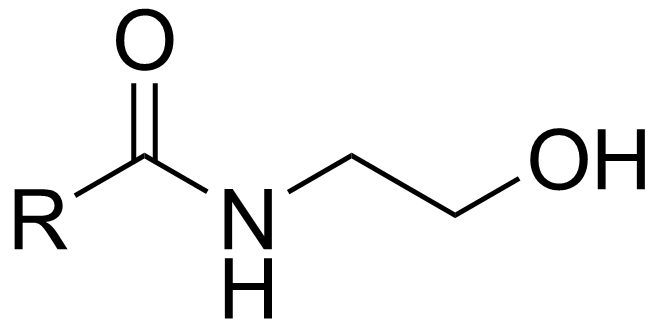
N-アシルエタノールアミン
アシル基: R-(C=O)-
アミド結合: -(C=O)-(NH)-
アミン: -NH-
エタノールアミン: -NH-CH_{2}-CH_{2}-OH

N-アシルエタノールアミン (略称:NAEs)は、アシル基がエタノールアミンの窒素原子と結合した脂肪酸アミドの総称。生体中では主に N-アシルホスファチジルエタノールアミンが代謝され生成する。

## 例
以下に、N-アシルエタノールアミンの例を挙げる。
- N-アラキドノイルエタノールアミン (アナンダミド)は、アラキドン酸 (20:4 ω-6) とエタノールアミンとのアミド。 カンナビノイド受容体や vanilloid receptor(en:TRPV1)と結合し痛覚を抑制する。[2][3][4][5]

- N-パルミトイルエタノールアミン(N-Palmitoylethanolamine)は、パルミチン酸 (16:0) とエタノールアミンとのアミド。 抗炎症作用があり痛覚も抑制する。[5][6]
- N-オレイルエタノールアミン(N-Oleoylethanolamine)は、オレイン酸 (18:1) とエタノールアミンとのアミド。 食欲抑制作用があり、PPAR#PPAR-αに作用して脂肪酸分解を促進する。[7]
- N-ステアロイルエタノールアミン(N-Stearoylethanolamine)は、ステアリン酸 (18:0) とエタノールアミンとのアミド。

- N-エイコサペンタエノイルエタノールアミン(N-eicosapentaenoyl ethanolamide)は、エイコサペンタエン酸 (20:5(n-3)) とエタノールアミンとのアミド。

## 抗老化
線虫の抗老化研究で、寿命を延ばす効果がある食事制限において、
- 体内のNAEs量が減ること。
- 寿命を延ばすには体内のNAEsを欠乏させればよいこと。
- NAEsのひとつ N-エイコサペンタエノイルエタノールアミンを摂取させると逆に長寿効果が抑制されること

が確認された。